# MVP finałów LNB Pro B
MVP finałów LNB Pro B – nagroda przyznawana corocznie od 2005 roku najlepszemu zawodnikowi (MVP) finałów play-off koszykarskiej ligi francuskiej II poziomu – LNB Pro B. 

## Laureaci

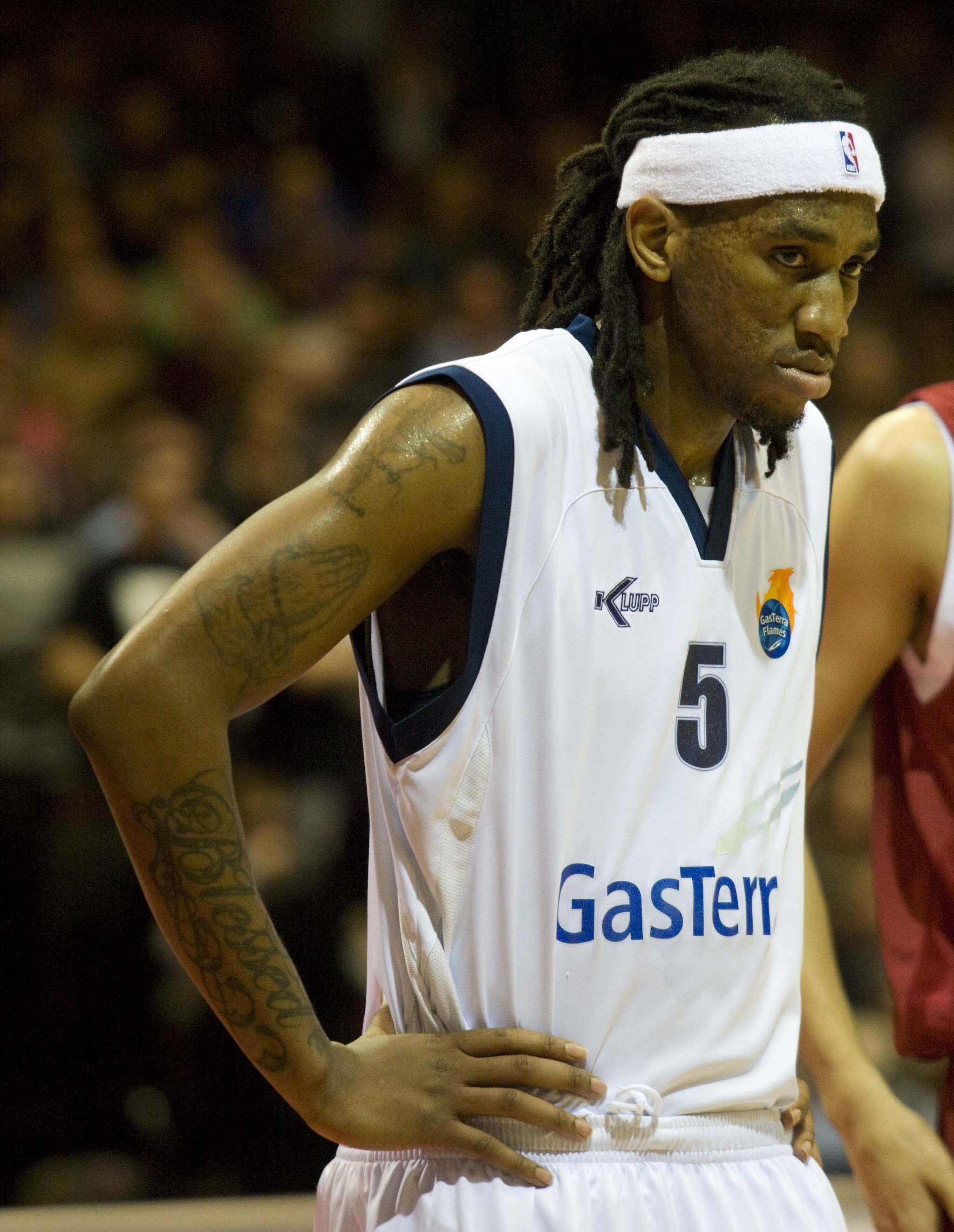
Tim Blue zdobył nagrodę w 2013 i 2015, jako zawodnik Antibes.

| Sezon   | Zawodnik | Narodowość | Klub | Przyp.       |
| ------- | --- | --- | --- | ------------ |
| 2004–05 | Pero Vasiljević | Australia | Étendard de Brest                                                                                                  | [ 1 ]        |
| 2005–06 | Ben Dewar | Stany Zjednoczone                                                                                                  | Orléans Loiret | [ 2 ]        |
| 2006–07 | Jimmal Ball | Stany Zjednoczone                                                                                                  | JA Vichy | [ 3 ]        |
| 2007–08 | Antwon Hoard | Stany Zjednoczone                                                                                                  | Besançon BCD | [ 4 ]        |
| 2008–09 | Pierre-Yves Guillard                                                                                               | Francja | Poitiers Basket 86                                                                                                 | [ 5 ]        |
| 2009–10 | Slaven Rimac | Chorwacja | Élan Béarnais Pau-Lacq-Orthez                                                                                      | [ 6 ]        |
| 2010–11 | Nate Carter | Stany Zjednoczone                                                                                                  | JSF Nanterre | [ 7 ]        |
| 2011–12 | Chris Massie | Stany Zjednoczone                                                                                                  | CSP Limoges | [ 8 ]        |
| 2012–13 | Tim Blue | Stany Zjednoczone                                                                                                  | Antibes Sharks | [ 8 ]        |
| 2013–14 | Devin Booker | Stany Zjednoczone                                                                                                  | JL Bourg-en-Bresse                                                                                                 | [ 8 ]        |
| 2014–15 | Tim Blue (2) | Stany Zjednoczone                                                                                                  | Antibes Sharks (2)                                                                                                 | [ 8 ] [ 9 ]  |
| 2015–16 | Christophe Léonard                                                                                                 | Francja | JL Bourg | [ 8 ] [ 10 ] |
| 2016–17 | Jarvis Williams | Stany Zjednoczone                                                                                                  | Boulazac Basket |              |
| 2017–18 | Pierre Pelos | Francja | Fos Sur Mer | [ 8 ]        |
| 2018–19 | Brandon Jefferson                                                                                                  | Stany Zjednoczone                                                                                                  | Orléans Loiret | [ 8 ]        |
| 2019–20 | Z powodu pandemii COVID-19 (obostrzeń) rozgrywki przerwano przed czasem w każdym z sezonów i nie przyznano nagród. | Z powodu pandemii COVID-19 (obostrzeń) rozgrywki przerwano przed czasem w każdym z sezonów i nie przyznano nagród. | Z powodu pandemii COVID-19 (obostrzeń) rozgrywki przerwano przed czasem w każdym z sezonów i nie przyznano nagród. | [ 11 ]       |
| 2020–21 | Z powodu pandemii COVID-19 (obostrzeń) rozgrywki przerwano przed czasem w każdym z sezonów i nie przyznano nagród. | Z powodu pandemii COVID-19 (obostrzeń) rozgrywki przerwano przed czasem w każdym z sezonów i nie przyznano nagród. | Z powodu pandemii COVID-19 (obostrzeń) rozgrywki przerwano przed czasem w każdym z sezonów i nie przyznano nagród. | [ 12 ]       |
| 2021–22 | Thomas Cornely | Francja | ADA Blois | [ 8 ]        |